# Zheng Zhengqiu
Zheng Zhengqiu (鄭正秋S, Zhèng ZhèngqiūP) (Shanghai, 25 gennaio 1889 – Shanghai, 16 luglio 1935) è stato un regista cinese, considerato uno dei padri del cinema cinese.

## Biografia
Nato a Shanghai nel 1889, Zheng Zhengqiu fu un giovane intellettuale coinvolto nella scena del teatro della Cina, quando lui e il suo amico e collega, Zhang Shichuan, fece il primo film, cortometraggio, The Difficult Couple nel 1913. I due si riunirono di nuovo nel 1922, fondando la società cinematografica Mingxing Film Company, che avrebbe dominato la scena dell'industria cinematografica di Shanghai per quindici anni.
Nella Mingxing Film Company, Zheng non lavorava solamente come sceneggiatore o regista, ma era anche manager e produttore dello studio; scrisse e diresse personalmente 53 film prima della sua morte prematura nel 1935. Come molti dei suoi colleghi in quel periodo, Zheng fu un devoto del movimento progressista e di giustizia sociale, temi che sono evidenti in molti dei suoi lavori.